# Demografia del Canadà
La demografia del Canadà ha tingut evolucions recents amb molta varietat.
La població canadenca ha experiment un envelliment ràpid causat per la baixa natalitat i una major esperança de vida. La població major de 65 anys ha augmentat més del doble entre 1968 i 2003. El 2003, quasi el 13% de la població total eren majors de 65 anys, predominant les dones.
Des de 1990, una mitjana anual de 225.000 immigrants s'establí, concentrant-se especialment als grans nuclis urbans. Entre el 2001 i el 2004, la taxa d'immigració augmentà un 66%, cosa que contribuí principalment a l'augment de la població.